# الساندرو دی مونو
الساندرو دی مونو (انگلیسی: Alessandro Di Munno؛ زادهٔ ۳ سپتامبر ۲۰۰۰) بازیکن فوتبال است.
از باشگاه‌هایی که در آن بازی کرده‌است می‌توان به باشگاه فوتبال مونتسا اشاره کرد.